# Wolfsegg, Regensburg
Wolfsegg là một đô thị trong huyện Regensburg bang Bayern thuộc nước Đức.